# Fiann Paul
Fiann Paul (Pawel Pietrzak, 1980) é um explorador, atleta, artista e palestrante islandês. Ele é o explorador mais recordista do mundo e possui o maior número de recordes mundiais do Guinness com base no desempenho alcançados em uma única disciplina atlética (41 no total/ 33 por desempenho), classificação muito superior a de Michael Phelps (máximo 26/24, atual 23/20) e Roger Federer (máximo 29/25, atual 30/18) a partir de 2020.
Fiann é conhecido por ser o remador oceânico mais rápido (2016) e o mais recordista (2017). Além disso, a partir de 2020, ele é a primeira e única pessoa a alcançar o Grand Slam da Ocean Explorers (executando travessias em águas abertas em cada um dos cinco oceanos usando embarcações movidas a força humana). Como referência, apenas 70 pessoas alcançaram o Grand Slam de Explorers.
Fiann possui muitas das maiores honras da história do remo oceânico, número mais alto do mundo de títulos do Guinness como “Primeiro do Mundo" baseados em desempenho (um total de 14, superando Reinhold Messner, que detém um total de 9 até 2020). Esses títulos também são conhecidos como "Primeiros Históricos", normalmente concedidos pelo Guinness para explorações, como "Primeiro em remar os 5 oceanos", "Primeiro a manter registros atuais de velocidade em todos os 4 oceanos", e vários títulos por ser o primeiro a remar em algumas das principais bacias hidrográficas, as mais extremas das duas regiões polares.
Ele foi o capitão da expedição com mais recorde da história, o barco mais rápido da história do remo no oceano e o geral da travessia de recordes de velocidade global de cada oceano. A partir de 2020, ele é o capitão das únicas três expedições pioneiras bem-sucedidas impulsadas por humanos nas águas abertas das duas regiões polares.
As realizações de Fiann foram um dos principais fatores para a Islândia se tornar a detentora do maior número mundial de recordes mundiais do Guinness per capita relacionados ao esporte. Desde 2017, seus recordes constituíram a maioria do número total do Guinness World Records da Islândia.
Fiann também é ativo nos campos da arte e da psicologia, e chamou a atenção como alguém que combina diferentes campos de atividade.

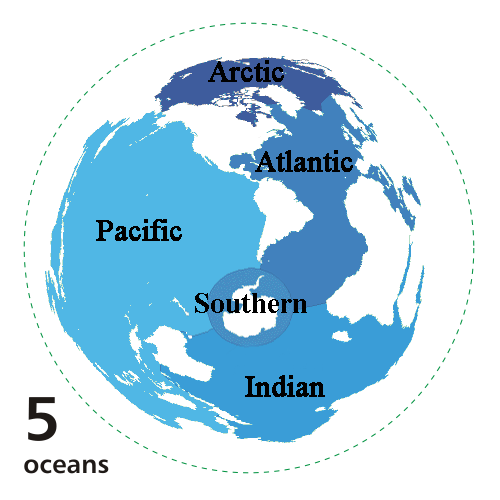
Limites oceânicos seguindo o modelo dos 5 oceanos

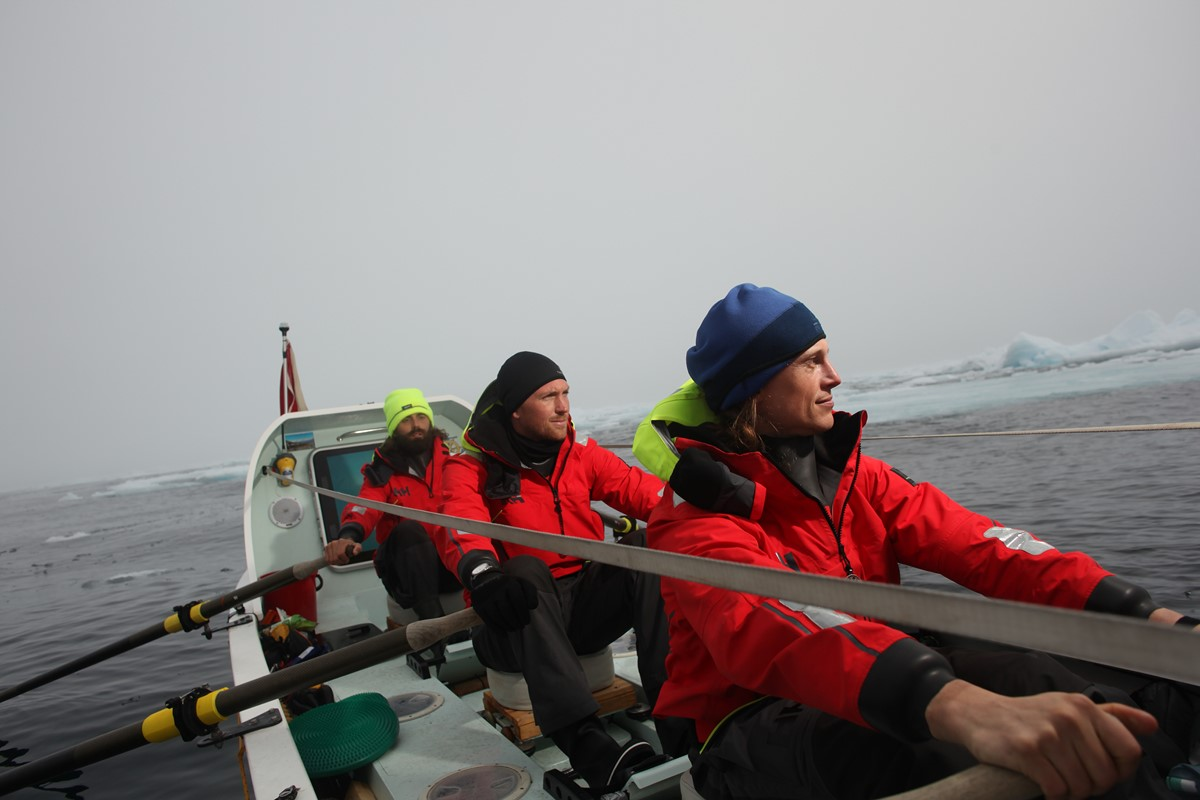

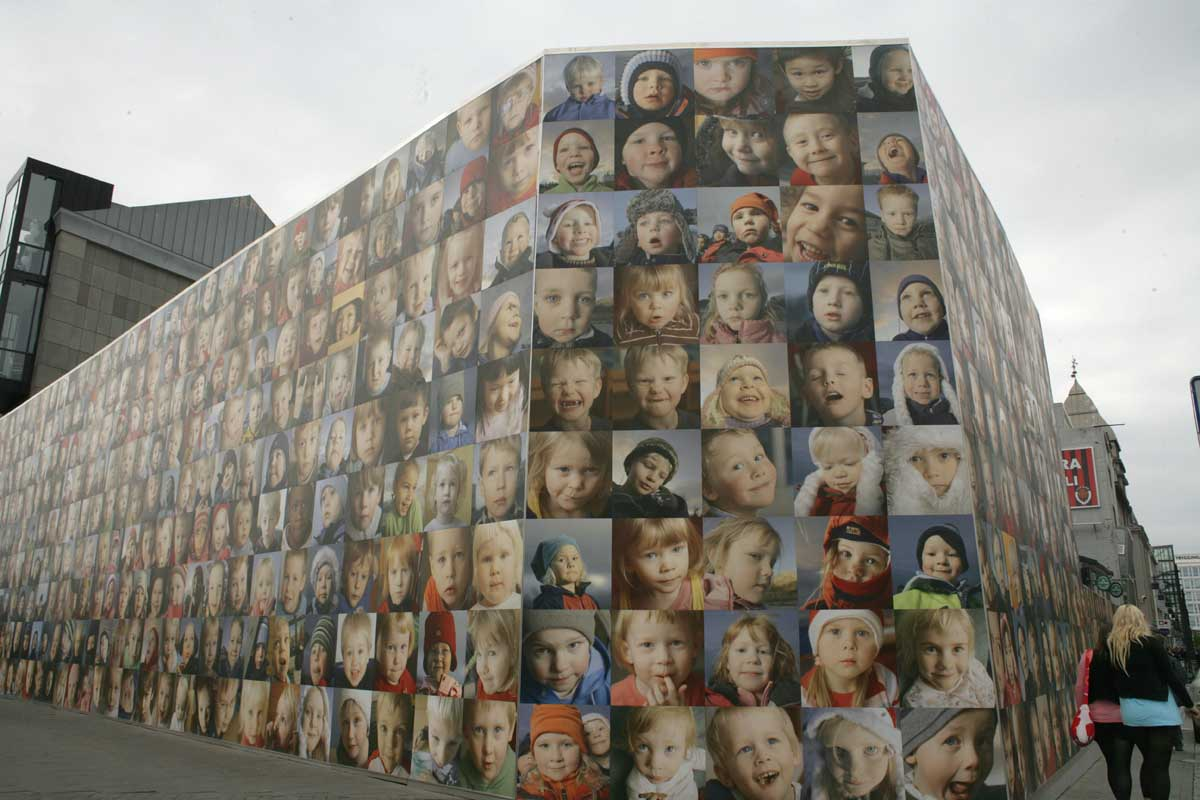
"Diálogo", instalação de arte ao ar livre em larga escala em 2008

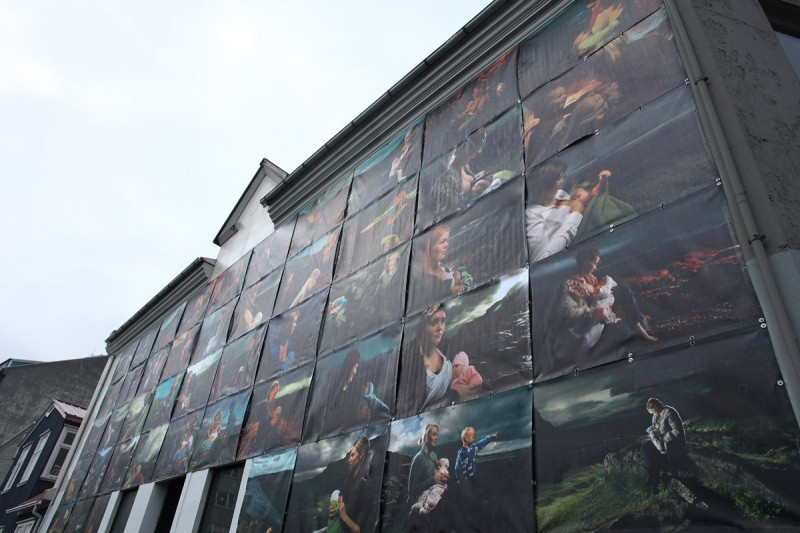
"See It", instalação de arte ao ar livre em larga escala em 2011

## Detalhes das rotas recordistas

### Rotas dos ventos comerciais de baixas latitudes, 3 oceanos principais

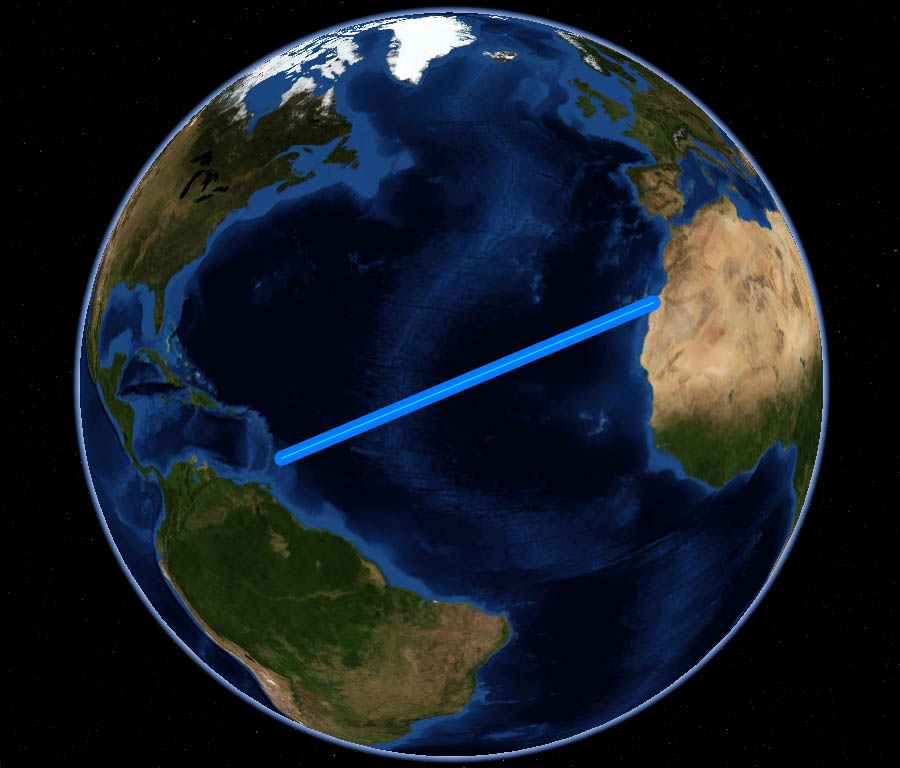
Registro geral de velocidade do Oceano Atlântico, 2011: Rota Tarfaya, Marrocos para Port St.Charles, Barbados Equipe: Sara G Tipo de barco: clássico 6 Posição de Fiann: stroke Tempo: 33 dias, 21 horas e 46 minutos, calculado em exatamente 32 dias na rota padrão Trade Winds I mais curta, normalmente usada para comparação de registros. Distância em uma linha reta: 3168 milhas/ 5098km Velocidade média: 3.386 nós/ 3.896mph
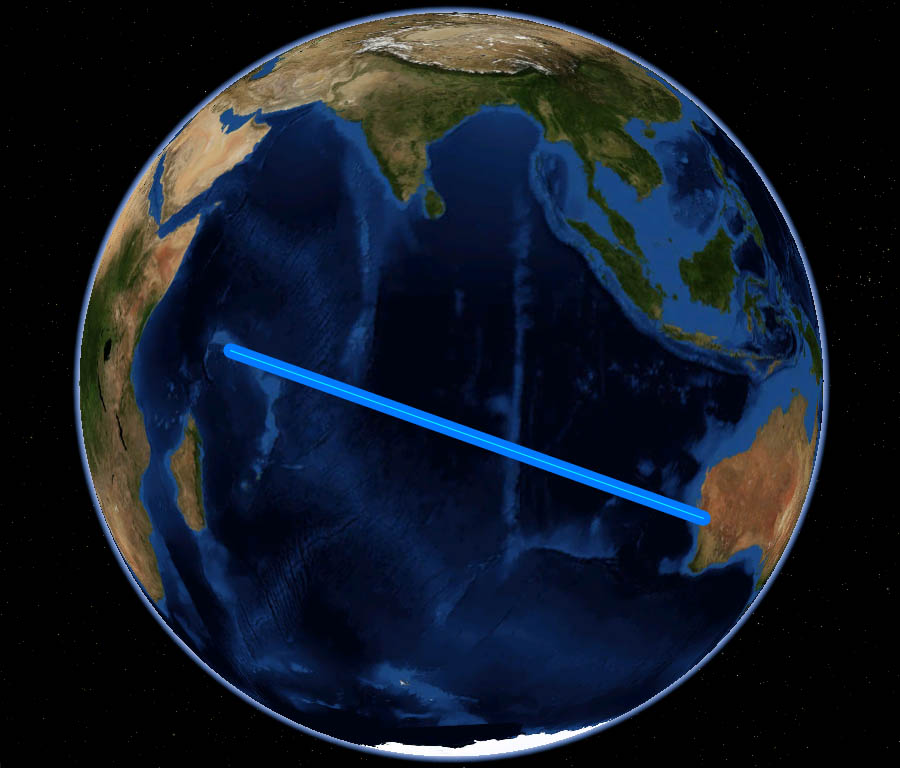
Registro geral de velocidade no Oceano Índico, 2014: Rota: Geraldton, Austrália para Victoria, Mahe, Seychelles Equipe: Avalon Tipo de barco: classic 8 Posição de Fiann: stroke Horas: 57 dias, 10 horas e 58 minutos Distância em uma linha reta: 4208 milhas/ 6772km Velocidade média: 2.650 nós/ 3.050mph
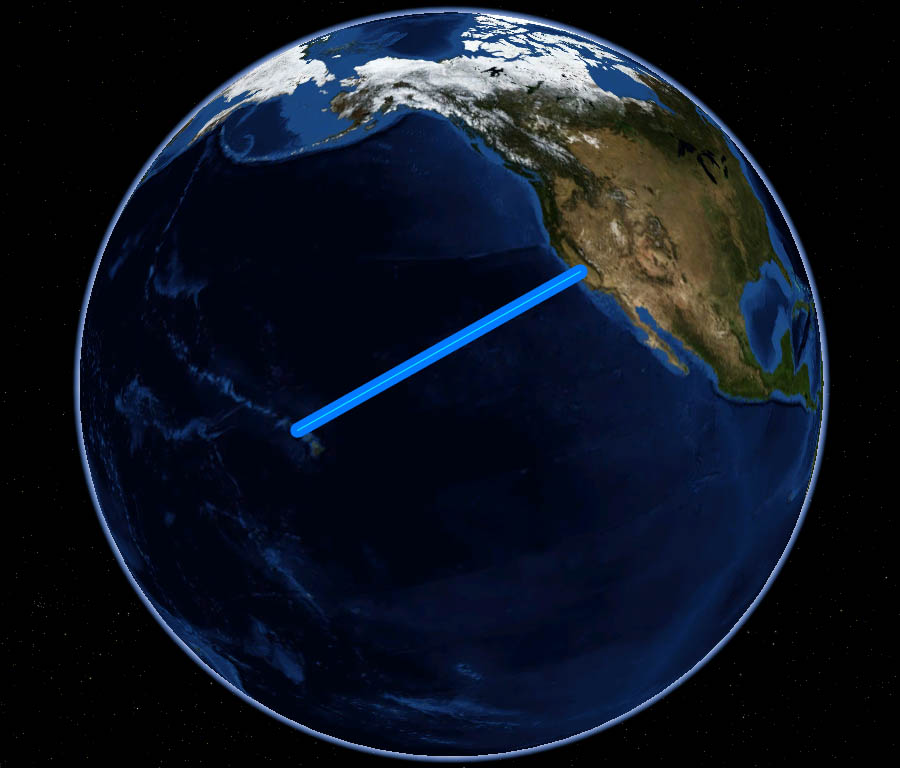
Registro geral de velocidade no Oceano Pacífico, 2016: Rota Monterey, CA. EUA para Diamond Head, O'ahu, Havaí Equipe: Nações Unidas Tipo de barco: classic 4 Posição de Fiann: acidente vascular cerebral Horas: 39 dias, 9 horas e 56 minutos Distância em uma linha reta: 2406 milhas/ 3365km Velocidade média: 2.210 nós/ 2.543mph

- Registro geral de velocidade do Oceano Atlântico, 2011:
Rota Tarfaya, Marrocos para Port St.Charles, Barbados
Equipe: Sara G
Tipo de barco: clássico 6
Posição de Fiann: stroke
Tempo: 33 dias, 21 horas e 46 minutos, calculado em exatamente 32 dias na rota padrão Trade Winds I mais curta, normalmente usada para comparação de registros.[29]
Distância em uma linha reta: 3168 milhas/ 5098km
Velocidade média: 3.386 nós/ 3.896mph[30]
- Registro geral de velocidade no Oceano Índico, 2014:
Rota: Geraldton, Austrália para Victoria, Mahe, Seychelles
Equipe: Avalon
Tipo de barco: classic 8
Posição de Fiann: stroke
Horas: 57 dias, 10 horas e 58 minutos
Distância em uma linha reta: 4208 milhas/ 6772km
Velocidade média: 2.650 nós/ 3.050mph[31]
- Registro geral de velocidade no Oceano Pacífico, 2016:
Rota Monterey, CA. EUA para Diamond Head, O'ahu, Havaí
Equipe: Nações Unidas
Tipo de barco: classic 4
Posição de Fiann: acidente vascular cerebral
Horas: 39 dias, 9 horas e 56 minutos
Distância em uma linha reta: 2406 milhas/ 3365km
Velocidade média: 2.210 nós/ 2.543mph[32]

### O Capitão das rotas pioneiras em águas polares abertas
Fiann foi o capitão das únicas três expedições pioneiras bem-sucedidas impulsadas pelo homem nas águas abertas de ambas as regiões polares: Polar Row I, Polar Row II e The Impossible Row. 

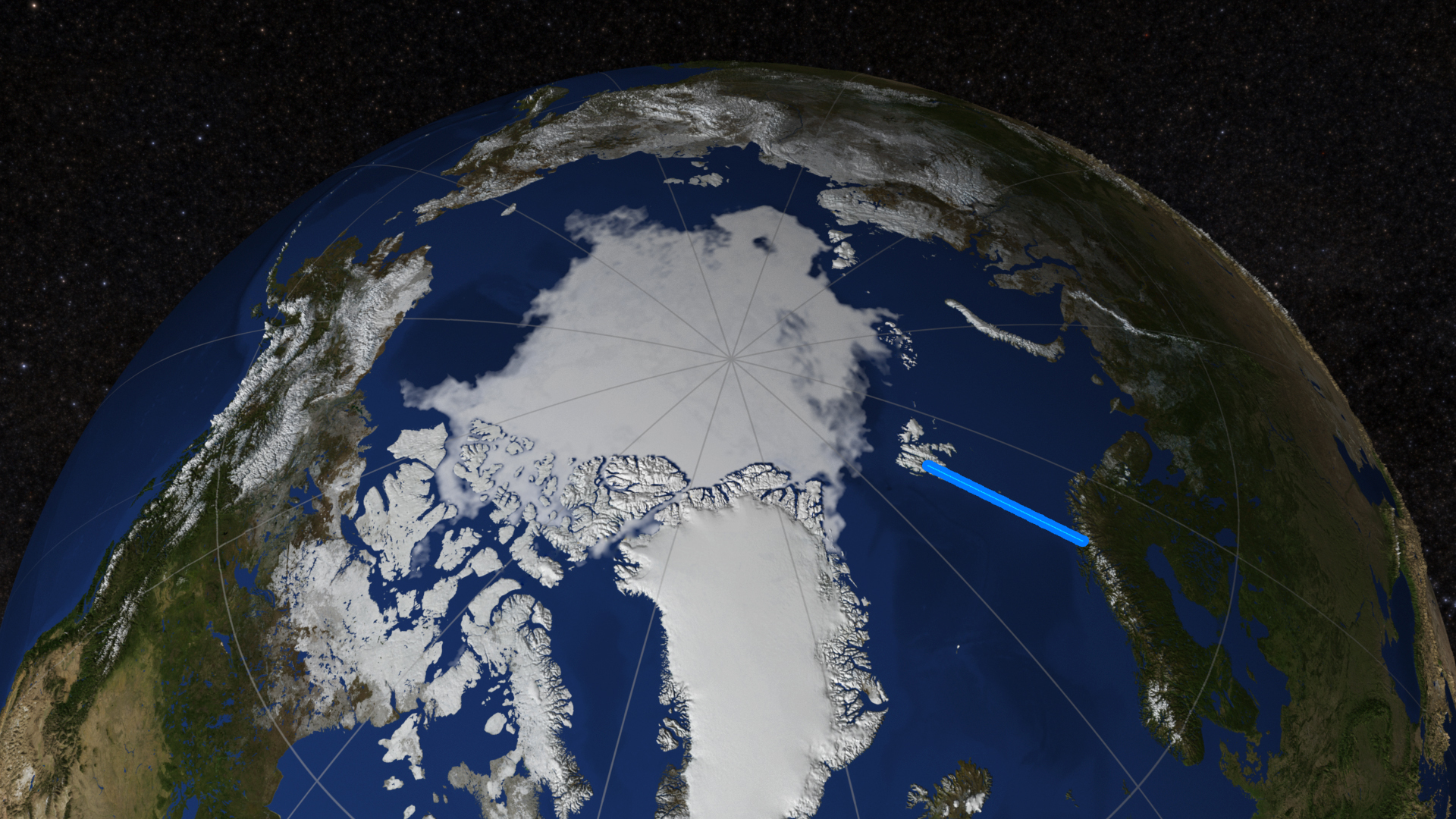
Registo geral de velocidade do Oceano Ártico, 2017: Rota: Tromsø, Noruega para Longyearbyen, Svalbard Equipe: Polar Row I Tipo de barco: open 4 Posição de Fiann: capitão e stroke Tempo: 7 dias, 7 horas Distância em linha reta: 600 milhas/ 965km (512 milhas/ 824km até Hornsund) Velocidade média: 2,56 nós/ 2,95 mph
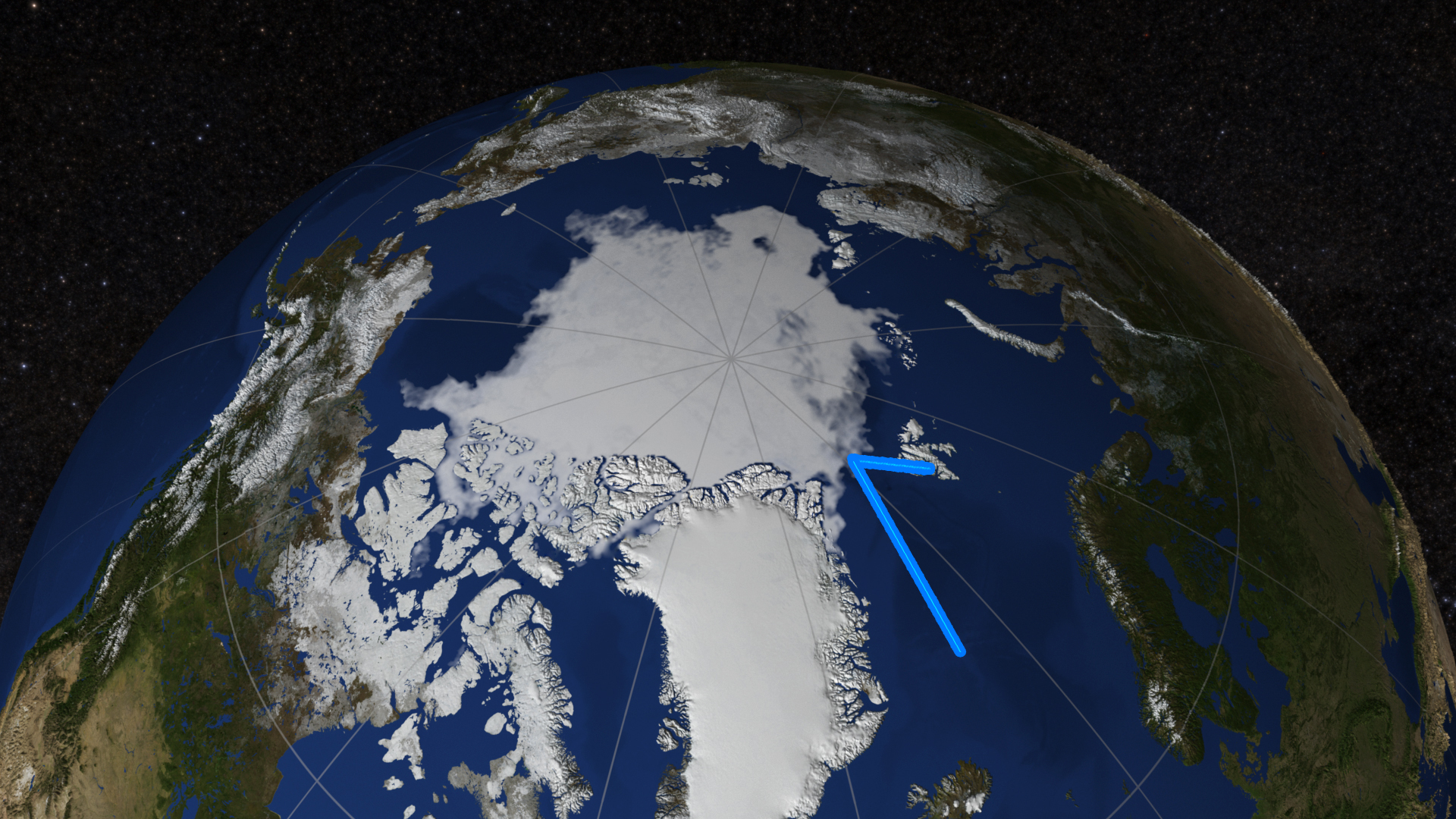
Registro de latitude mais a norte, 2017: Rota: Longyearbyen, Svalbard para a plataforma de gelo do Ártico, plataforma de gelo para Jan Mayen, na Noruega Equipe: Polar Row II Tipo de barco: open 4 Posição de Fiann: capitão e stroke Tempo: 12 dias, 18 horas Distância em linha reta: 150 milhas/ 240km para Plataforma de gelo + 690 milhas/ 1111km para Jan Mayen. No total: 840 milhas/ 1351km
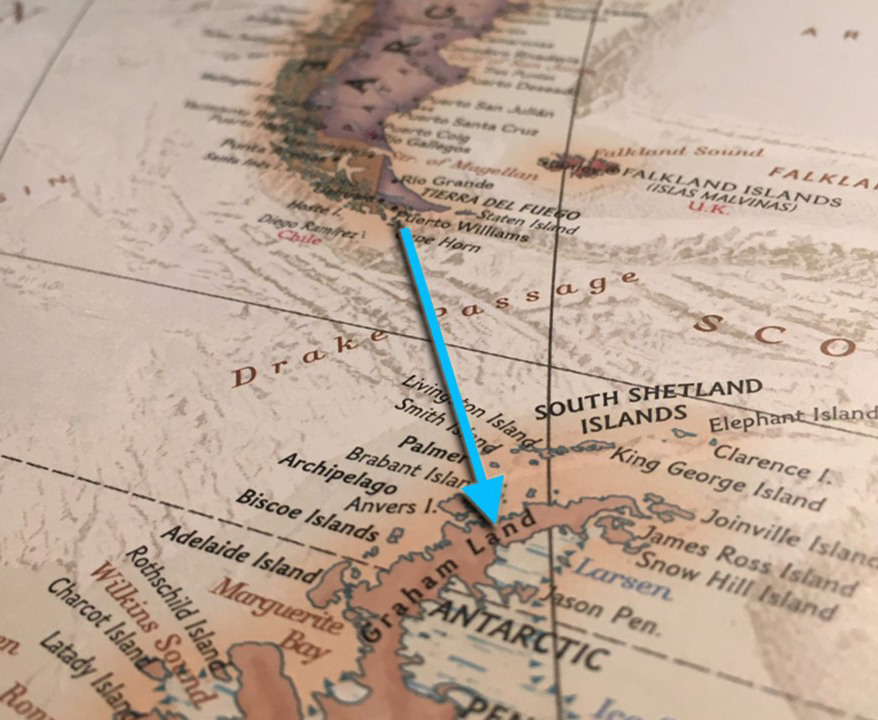
Grand Slam dos Ocean Explorers, 2019: Rota: Cabo Horn, Chile até Charles Point, Península Antártica continental 64°23'S Equipe: The Impossible Row Tipo de barco: open 4 Posição de Fiann: capitão e stroke Horas: 12 dias, 1 horas 45 minutos Distância em linha reta: 610 milhas/ 981km

- Registo geral de velocidade do Oceano Ártico, 2017:
Rota: Tromsø, Noruega para Longyearbyen, Svalbard
Equipe: Polar Row I
Tipo de barco: open 4
Posição de Fiann: capitão e stroke
Tempo: 7 dias, 7 horas
Distância em linha reta: 600 milhas/ 965km (512 milhas/ 824km até Hornsund)
Velocidade média: 2,56 nós/ 2,95 mph[33]
- Registro de latitude mais a norte, 2017:
Rota: Longyearbyen, Svalbard para a plataforma de gelo do Ártico, plataforma de gelo para Jan Mayen, na Noruega
Equipe: Polar Row II
Tipo de barco: open 4
Posição de Fiann: capitão e stroke
Tempo: 12 dias, 18 horas
Distância em linha reta: 150 milhas/ 240km para Plataforma de gelo + 690 milhas/ 1111km para Jan Mayen. No total: 840 milhas/ 1351km[34]
- Grand Slam dos Ocean Explorers, 2019:
Rota: Cabo Horn, Chile até Charles Point, Península Antártica continental 64°23'S
Equipe: The Impossible Row
Tipo de barco: open 4
Posição de Fiann: capitão e stroke
Horas: 12 dias, 1 horas 45 minutos
Distância em linha reta: 610 milhas/ 981km[35]